# Uniwersytet w Tours
Uniwersytet w Tours (fr. Université de Tours; do 18 grudnia 2017 Université François-Rabelais de Tours) – francuski uniwersytet publiczny znajdujący się w mieście Tours, w Regionie Centralnym.
Uczelnia została założona, jako jedna z wielu, w 1969 na mocy reformy szkolnictwa wyższego przeprowadzonej przez ministerstwo oświaty w 1968. Patronem uniwersytetu był François Rabelais, francuski pisarz oraz duchowny.

## Kampusy
Uniwersytet jest zorganizowany w 5 kampusów uniwersyteckich rozlokowanych na terenie miasta Tours:
- Campus Tanneurs – językoznawstwo, sztuka, nauki społeczne
- Campus Tonnellé – medycyna
- Campus Portalis – ekonomia, geografia
- Campus Grandmont – nauki ścisłe, farmaceutyka
- Campus Pont-Volant – technika

Oprócz wymienionych powyżej kampusów, w mieście Blois znajduje się filia uniwersytetu (wydział oraz katedra informatyki).